# The Books
The Books sind eine Band, die vom US-Amerikaner Nick Zammuto und dem Niederländer Paul de Jong im Jahr 2000 in New York gegründet wurde. Ihre Musik ist eine Mischung aus aleatorischer und akustischer Musik, die sich zwischen Electronic und Folk bewegt. Sie haben drei Alben bei dem deutschen Label Tomlab veröffentlicht.
The Books treten auch live auf. Hierbei spielen sie Gitarre und Cello live, während die elektronischen Soundeffekte und synchronisierten Videos eingespielt werden.

## Diskografie
- Thought for Food (2002)
- The Lemon of Pink (2003)
- Lost and Safe (2005)
- Music for a French Elevator and Other Short Format Oddities by the Books (2006)
- The Way Out (2010)